# Allison Shearmur
Allison Ivy Shearmur (* 23. Oktober 1963 in New York City; † 19. Januar 2018 in Los Angeles) war eine US-amerikanische Filmproduzentin. Sie arbeitete für zahlreiche Filmstudios, darunter die Walt Disney Company, Universal, Paramount, Lionsgate und Columbia. Zu ihren bekanntesten Projekten gehörten Cinderella sowie Filme der Filmreihen Tribute von Panem, Bourne und American Pie. Zuletzt produzierte sie die Star-Wars-Ableger Rogue One: A Star Wars Story und Solo: A Star Wars Story.

## Leben
Allison Shearmur wurde am 23. Oktober 1963 als Allison Brecker in New York City geboren. Ihre Eltern Martin und Rhoda Brecker brachten Vierlinge zur Welt. Shearmur studierte an der University of Pennsylvania Law School und der USC Gould School of Law. Sie nahm an einem Wettbewerb teil, der als Preis ein Mittagessen mit Stanley Jaffe ausschrieb, einer Führungskraft von Columbia Pictures. Sie gewann und Jaffe wurde für Shearmur eine Art Mentor und Vorbild.
Nach ihrem Abschluss arbeitete sie als Assistentin bei Columbia TriStar. Zwischen 1994 und 1997 war sie Vizepräsidentin von Disney. Anschließend war sie Vizepräsidentin bei Universal. Zu dieser Zeit war sie an der Entstehung von … und dann kam Polly, Erin Brockovich sowie den American-Pie- und Bourne-Filmen beteiligt. Während ihrer Zeit als Co-Präsidentin bei Paramount entstanden unter anderem Der seltsame Fall des Benjamin Button, Zodiac und Dreamgirls. Im Jahr 2008 wechselte sie erneut, als Präsidentin der Filmproduktionen, zu Lionsgate. Unter ihrer Führung veröffentlichte das Studio die erfolgreichen Filme der Tribute-von-Panem-Filmreihe. 2011 entließ Lionsgate zahlreiche Führungskräfte, darunter Shearmur, woraufhin sie ihre eigene Produktionsfirma Allison Shearmur Productions gründete.
Sie war bis zu ihrem Tod mit dem britischen Komponisten Ed Shearmur verheiratet, mit dem sie zwei Kinder hatte. Shearmur starb am 19. Januar 2018 in Folge einer Lungenkrebserkrankung im Ronald Reagan UCLA Medical Center in Los Angeles. Sie wurde 54 Jahre alt.

## Filmografie (Auswahl)
Als Produzentin
- 2015: Cinderella
- 2016: Stolz und Vorurteil und Zombies (Pride and Prejudice and Zombies)
- 2016: Nerve
- 2016: Rogue One: A Star Wars Story
- 2018: Solo: A Star Wars Story
- 2020: Der einzig wahre Ivan (The One and Only Ivan)
- 2021: Chaos Walking

Als Executive Producerin
- 2008: Stop-Loss
- 2011: Atemlos – Gefährliche Wahrheit (Abduction)
- 2012: Was passiert, wenn’s passiert ist (What to Expect When You’re Expecting)
- 2013: Die Tribute von Panem – Catching Fire (The Hunger Games: Catching Fire)
- 2014: Die Tribute von Panem – Mockingjay Teil 1 (The Hunger Games: Mockingjay – Part 1)
- 2015: Eine Geschichte von Liebe und Finsternis (סיפור על אהבה וחושך / Sipur al ahava ve choshech)
- 2015: Die Tribute von Panem – Mockingjay Teil 2 (The Hunger Games: Mockingjay – Part 2)
- 2017: Power Rangers